# Нова Руда
Нова́ Руда́ — село в Україні, у Маневицькій селищній громаді Камінь-Каширського району Волинської області. Населення становить 432 осіб.

## Географія
Село розташоване на лівому березі річки Черевахи.

## Історія
У 1906 році село Городківської волості Ковельського повіту Волинської губернії. Відстань від повітового міста 37 верст, від волості 15. Дворів 78, мешканців 545.
12 червня 2020 року, відповідно до розпорядження Кабінету Міністрів України № 708-р «Про визначення адміністративних центрів та затвердження територій територіальних громад Волинської області», село увійшло у склад Маневицької селищної громади.
19 липня 2020 року, в результаті адміністративно-територіальної реформи та ліквідації  Маневицького району, село увійшло до складу новоутвореного Камінь-Каширського району.

## Населення
Згідно з переписом УРСР 1989 року чисельність наявного населення села становила 477 осіб, з яких 222 чоловіки та 255 жінок.
За переписом населення України 2001 року в селі мешкали 532 особи.

### Мова
Розподіл населення за рідною мовою за даними перепису 2001 року:
| Мова       | Відсоток |
| ---------- | -------- |
| українська | 99,62 %  |
| російська  | 0,38 %   |